# Râul Spinoasa
Râul Spinoasa este un curs de apă, afluent al râului Dașor.